# لیوپروپوما
لیوپروپوما (نام علمی: Liopropoma) نام یک سرده از تیره هامورماهیان است.